# Александренко Іван Якович
Александренко Іван Якович (нар. 5 квітня 1926 — пом. 24 січня 1945) — командир відділення 1235-го стрілецького полку 373-ї Миргородської Червонопрапорної ордена Суворова стрілецької дивізії 52-ї армії 1-го Українського фронту, Герой Радянського Союзу.

## Біографія
Народився 5 квітня 1926 року в селі Комарівка, нині Глухівського району, Сумської області в селянській сім'ї. Перед війною закінчив семирічну школу в селі Уланове. Перебував на окупованій території.
Восени 1943 року, після звільнення Глухівського району був призваний польовим військкоматом в Червону Армію. В запасному полку закінчив школу молодших командирів.
З 1944 року — учасник бойових дій. Брав участь у боях по звільненню України, потім — в розгромі Яссько-Кишинівської угруповання гітлерівців, а пізніше в боях на Сандомирському плацдармі, в Сандомирсько-Сілезькій операції: прорвавши 12 січня 1945 року оборону німців на Сандомирському плацдармі, радянські війська стрімко просувалися вперед і вийшли до річки Одер.
24 січня у бою при форсуванні річки Александренко виявив безприкладну хоробрість. Під сильним вогнем противника підняв відділення в атаку і цим потягнув за собою весь стрілецький батальйон. Відділення сержанта Александренка першими досягло протилежного берега і, закріпившись, допомогло автоматним вогнем забезпечити просування вперед іншим підрозділам полку. Під час контратаки противника Александренко особисто знищив 15 німців і сам загинув смертю хоробрих.
Іван Александренко похований у місті Олава Нижньосілезького воєводства в Польщі.
Указом Президії Верховної Ради СРСР від 10 квітня 1945 року «за мужність і відвагу, проявлені на фронті боротьби з німецько-фашистськими загарбниками» молодшому сержанту Александренку Івану Яковичу присвоєно звання Героя Радянського Союзу (посмертно).